# CDOASS
CDOASS är ett dödsmetallband  från Fagersta som bildades 1999 av Peter Nilsson och Anders Pietsch. Bandet var nominerat till en Grammis i kategorin Bästa hårdrock 2005.
Anders Pietsch är också medlem i bandet Bruket, där spelar han trummor.
Gruppen har bland annat agerat förband åt The Hives under deras Europaturné samt åt Bad Cash Quartet under deras Sverigeturné. Debut-LP:n Extra Fingers producerades av Christian Falk.

## Medlemmar
- Anders Full Moon, sång/gitarr
- Peter Demon Whisperer, bas/kör/synth
- Andreas Hot Lava, synth/sampler/kör
- Daniel Hell Gate, percussion/synth
- Christian Blood Fire, trummor

### Tidigare medlemmar
- Mats Larsson, trummor
- Fredrik Åslund, synth

## Diskografi
Pass On Your Love Again, 2008
MP3/iTunes, Air Music
- Oblivion
- Ocean Of Rocks
- Satellite Sally
- Me And The Boys

A Fair Resort, 2005
CDS, Playground Scandinavia
- A Fair Resort
- A Fair Resort [Bauri's Secret Cruch Remix]
- A Fair Resort [Remington Rock Remix by Panache]
- A Fair Resort [Sophie Rimheden Remix]

Speak To Me/ Chemicals, 2005
7" Blow-Up, Uk Singles Club
- Speak To Me
- Chemicals

Samma versioner som på albumet
Extra Fingers, 2005
CD, Playground Scandinavia

CD, Dance Paradise, Russia

CD, Edel Italy

CD, Big Records Australia

CD, Odyssey, Ukraine Republic

LP, Playground Scandinavia *gatefold vinyl
- A Taste Of Boredom In The Sun
- Tivoli
- I Spy
- Elevator Shaft
- A Fair Resort
- Speak To Me
- The Thin Air
- The Correct Use Of Failure
- Chemicals
- Counting Numbers
- Atomic Stitch
- You Will end Up On the Covers

Speak To Me, 2004
7", Johnny Brttom, 500 copies

CDS, Playground Scandinavia *remastered by Andreas Tilliander
- Speak to Me [single version]
- Clockwork

Autovision, 2003
CDS, Dolores Recordings, 1000 copies
- Autovision
- Airplanes
- The Box

Autovision, 2003
7" Dolores single club, 300 copies
- Autovision
- Autovision [Tripod Remix]

Airplanes b/w The Box, 2003
7", No Label, 500 copies
- Airplanes
- The Box

Trilogy Pt. 1, 2002
7", No Label, 333 copies
- Autovision [demo]
- Autovision [remix]
- Movement & Expression

Tokyo, 2002
7", Out Now! Records, 500 copies/CDR No Label, 300+ copies
- Tokyo
- Ship Song
- Making Connections

For A Few Dollars More, 2001
7", Speakerphone Recordings, 300 copies
- For A Few Dollars More
- Don't You Forget About Me
- Make It Alright
- Picket Fences

CDR No Label, 300+ copies
- For A Few Dollars More
- Don't You Forget About Me
- Make It Alright